# Літл-Дешут
Літл-Дещутс (англ. Little Deschutes) — річка в штаті Орегон (США), права притока річки Дещутс.
Довжина річки становить 156 км, площа водозбору — 2 600 км².
Витоки річки знаходяться приблизно за 30 км на північ від Кратерного озера, а гирло — за 30 км південніше міста Бенд.
Над річкою розташовані містечка Кресент, Хіллкріст та Ла-Пайн.
| США | Це незавершена стаття з географії США. Ви можете допомогти проєкту, виправивши або дописавши її. |